# Леман, Хельма
Хе́льма Ле́ман (нем. Helma Lehmann; род. 23 июня 1953, Бранденбург-на-Хафеле), в девичестве Ме́рен (нем. Mähren) — немецкая гребчиха, выступавшая за сборную ГДР по академической гребле в 1970-х годах. Чемпионка летних Олимпийских игр в Монреале, двукратная чемпионка мира, обладательница серебряной медали чемпионата Европы, победительница многих регат национального и международного значения.

## Биография
Хельма Леман родилась 23 июня 1953 года в городе Бранденбург-на-Хафеле, ГДР. Проходила подготовку в берлинском спортивном клубе «Динамо».
Первого серьёзного успеха на взрослом международном уровне добилась в сезоне 1973 года, когда вошла в основной состав восточногерманской национальной сборной и побывала на чемпионате Европы в Москве, откуда привезла награду серебряного достоинства, выигранную в зачёте распашных восьмёрок с рулевой — в финале их опередила только команда из СССР.
На чемпионате мира 1974 года в Люцерне финишировала в восьмёрках первой и завоевала тем самым золотую медаль. Год спустя на аналогичных соревнованиях в Ноттингеме была лучшей в рулевых четвёрках.
Благодаря череде удачных выступлений удостоилась права защищать честь страны на летних Олимпийских играх в Монреале — здесь со своей командой так же показала в восьмёрках лучший результат и стала олимпийской чемпионкой.
За выдающиеся спортивные достижения в 1974 и 1976 годах награждалась орденом «За заслуги перед Отечеством» в бронзе и серебре соответственно.